# 正善山
正善山（しょうぜんさん）は、徳島県美馬市に位置する山である。標高1,229m。

## 地理
旧美馬郡穴吹町と同郡木屋平村の境界に位置。古くは明神岳と呼ばれていた。八面山から綱付山・杖立峠、さらに東へ延びる尾根の端に位置する。山頂がとがって黒々とした男性的な山である。
山頂は狭くて樹が茂り、展望はあまりきかないが、東には東宮山、南東に高城山などを望む。登山道周辺にはアセビ・コナラ・タンナサワフタギ・ヤマウルシなどが茂る。